# Alberto Boscolo
Alberto Boscolo (22. srpna 1919 Cagliari – 1987 Řím) byl italský historik, zabývající se především dějinami středověké Sardinie.
Vystudoval univerzitu v Cagliari a stal se asistentem na fakultě literatury. Zajímal se o vztahy Sardinie a Španělska, hlavně o období giudicati a sardinské aragonské období.
Roku 1959 se stal profesorem středověké historie. Od roku 1970 byl rektorem univerzity v Cagliari, roku 1974 byl povolán na univerzitu do Milána a poté do Říma. Roku 1981 se stal viceprezidentem "Výboru pro historický výzkum" Národní rady pro výzkum.

## Dílo
- La politica italiana di Ferdinando d'Aragona, 1954
- Medioevo Aragonese, 1958
- Le fonti della storia medievale, 1964
- I conti di Capraia, Pisa e la Sardegna, 1966
- Il feudalesimo in Sardegna, 1967
- Viaggiatori dell'ottocento in Sardegna, 1973